# Повіт Акан
Пові́т Ака́н (яп. 阿寒郡, あかんぐん, МФА: [akaɴ guɴ]) — повіт у Японії, в окрузі Кусіро префектури Хоккайдо.